# Буряк, Николай Васильевич
Николай Васильевич Буряк (15 января 1918 — 27 декабря 2006) — генерал-майор Советской армии, участник Великой Отечественной войны, Герой Советского Союза (1944).

## Биография
Родился 15 января 1918 года в селе Желанное (ныне — Марьинский район Донецкой области Украины) в крестьянской семье. Окончил девять классов школы и школу фабрично-заводского ученичества, после чего работал в паровозном депо Красногоровского огнеупорного завода. В 1937 году был призван на службу в Рабоче-крестьянскую Красную армию. В 1938 году он окончил военно-авиационную школу пилотов в Ворошиловграде.
С января 1942 года — на фронтах Великой Отечественной войны. Летал на Як-1, Як-7 и Як-9. Сражался на Крымском, Северо-Кавказском, Южном, Закавказском, Воронежском, Степном, 2-м Украинском, 1-м Украинском фронтах.
В 1943 году вступил в ВКП(б). К сентябрю 1943 года совершил 254 боевых вылета, принял участие в 84 воздушных боях, в ходе которых сбил 11 самолётов лично и 1 — в составе группы. В сентябре 1943 года будучи старшим лейтенантом командовал эскадрильей 247-го истребительного авиаполка 203-й истребительной авиадивизии 1-го штурмового авиакорпуса 5-й воздушной армии Степного фронта.
Указом Президиума Верховного Совета СССР «О присвоении звания Героя Советского Союза офицерскому составу военно-воздушных сил Красной Армии» от 4 февраля 1944 года за «образцовое выполнение боевых заданий командования на фронте борьбы с немецкими захватчиками и проявленные при этом отвагу и геройство» был удостоен высокого звания Героя Советского Союза с вручением ордена Ленина и медали «Золотая Звезда» за номером 1494.
Последний боевой вылет совершил 9 мая 1945 года в небе над Прагой.
Всего за годы войны совершил 395 боевых вылета, принял участие в 105 воздушных боях, в ходе которых сбил 15 самолётов лично и 1 — в составе группы.
После окончания войны продолжил службу в Советской Армии. В 1947 году он окончил высшие офицерские лётно-тактические курсы. С 1949 года работал в системе ДОСААФ: начальник лётной части, затем — начальник Тамбовского аэроклуба. С 1953 года — начальник лётной части Коломенского аэроклуба. В 1960 году вышел в отставку в звании полковника, позднее получил звание генерал-майора.
Первое время проживал в городе Коломна Московской области, где работал начальником отдела кадров местной автоколонны. После выхода на пенсию переехал в город Краматорск Донецкой области. Был членом Социал-демократической партии Украины. Умер в ночь с 26 на 27 декабря 2006 года, похоронен в Краматорске.
Награды
Был также награждён тремя орденами Красного Знамени, орденами Александра Невского, Отечественной войны 1-й и 2-й степеней, Красной Звезды, а также рядом медалей.